# 箱井崇史
箱井 崇史（はこい たかし、1965年3月 - ）は、日本の法学者。早稲田大学教授。早稲田大学法学学術院長、法学部長。

## 略歴
- 1983年 早稲田大学高等学院卒業
- 1987年 早稲田大学法学部卒業
- 1992年 - 1995年 早稲田大学助手
- 1995年 早稲田大学大学院法学研究科単位取得満期退学
- 1995年 - 1997年 早稲田大学専任講師
- 1997年 - 2001年 早稲田大学助教授
- 2002年 - 早稲田大学教授
- 2019年 - 現在 早稲田大学法学学術院長、法学部長

## 主な研究テーマ
- 船荷証券に関する研究
- 海上旅客運送契約法・航空旅客運送契約法の諸問題

## 研究業績
- 1. 1681年フランス海事王令試訳(2) 早稲田法学 （2006） 82 / 4 ,
- 2. 1681年フランス海事王令試訳(1) 早稲田法学 （2006） 81 / 4 ,
- 3. 船舶の衝突から生じた損害賠償請求権の消滅時効 ジュリスト増刊　平成17年度重要判例解説／有斐閣 （2006） / ,

## 所属学会
日本海法学会（理事、2004- 、国内）、日本私法学会（国内）、日仏法学会（国内）、日本公証法学会（理事、2006- 、国内）、日韓法学会、韓国海法学会（国外）

## 受賞学術賞
- 日本海法学会 小町谷賞（論文の部）（1995、国内）